# Eduard Riabow
Eduard Aleksandrowicz Riabow (ros. Эдуард Александрович Рябов; ur. 16 stycznia 1972) – rosyjski biathlonista, trzykrotny medalista mistrzostw Europy.

## Kariera
W Pucharze Świata zadebiutował 8 grudnia 1994 roku w Bad Gastein, zajmując 6. miejsce w biegu indywidualnym. W zawodach tego cyklu jeden raz stanął na podium: 19 stycznia 1995 roku w Oberhofie zajął trzecie miejsce w biegu indywidualnym. Wyprzedzili go jedynie Wilfried Pallhuber z Włoch i Francuz Patrice Bailly-Salins. Najlepsze wyniki osiągnął w sezonie 1994/1995, kiedy zajął szóste miejsce w klasyfikacji generalnej. W 1995 roku wystąpił na mistrzostwach świata w Anterselvie, gdzie zajął ósme miejsce w biegu indywidualnym i sztafecie. Wystąpił też na rozgrywanych w 2003 roku mistrzostwach świata w Chanty-Mansyjsku, gdzie jego najlepszym wynikiem było 40. miejsce w biegu pościgowym. Ponadto zdobył złoty medal w sztafecie na mistrzostwach Europy w Kontiolahti oraz srebrne podczas mistrzostw Europy w Windischgarsten (1997) i mistrzostw Europy w Iżewsku (1999). Nigdy nie wystartował na igrzyskach olimpijskich.

## Osiągnięcia

### Mistrzostwa świata
| Rok  | Miejscowość     | Konkurencje | Konkurencje | Konkurencje | Konkurencje | Konkurencje | Konkurencje | Konkurencje |
| Rok  | Miejscowość     | IN          | SP          | PU          | MS          | RL          | MR          | SR          |
| ---- | --------------- | ----------- | ----------- | ----------- | ----------- | ----------- | ----------- | ----------- |
| 1995 | Anterselva      | 8.          | –           | –           | nd.         | 8.          | nd.         | –           |
| 2003 | Chanty-Mansyjsk | 60.         | 41.         | 40.         | nd.         | –           | nd.         | –           |

### Puchar Świata

#### Miejsca w klasyfikacji generalnej
| Sezon     | Miejsce |
| --------- | ------- |
| 1994/1995 | 6.      |
| 1995/1996 | 27.     |
| 1996/1997 | 43.     |
| 1999/2000 | -       |
| 2002/2003 | -       |

#### Miejsca na podium chronologicznie
| Lp. | Dzień       | Rok  | Miejscowość | Konkurencja                | Lokata | Pudła   | Czas biegu | Strata | Zwycięzca          |
| --- | ----------- | ---- | ----------- | -------------------------- | ------ | ------- | ---------- | ------ | ------------------ |
| 1.  | 19 stycznia | 1995 | Oberhof     | Bieg indywidualny na 20 km | 3.     | 0+1+0+0 | 58:55,4    | +20,9  | Wilfried Pallhuber |